# Liste des maires de Fontenay-le-Comte
La liste des maires de Fontenay-le-Comte présente la liste des maires de la commune française de Fontenay-le-Comte, située dans le département de la Vendée en région Pays de la Loire.

## Hôtel de ville
L'hôtel de ville est situé au 9 rue Georges Clemenceau à Fontenay-le-Comte, dans le département de la Vendée, en France.

### Contexte historique
Le premier hôtel de ville était situé au coin de la Petite Rue et du Pont des Sardines, sur une voûte donnant passage au bras de la rivière Vendée. Il fut détruit lors de la prise de la ville en 1574, par le duc de Montpensier. Il sera provisoirement transporté, d'abord aux porches, dans une maison qui se trouvait sur l'emplacement de l'auberge de la Coupe d'or, puis en 1585, vis à vis de la porte de la grande nef de l'église Notre-Dame, dans l'hôtel de Jehan Thomas, lieutenant criminel à Poitiers. 
Durant la Révolution, le corps municipal occupe quelque temps les bâtiments du couvent de l'Union Chrétienne. Le 22 février 1794, l'hôtel de ville sera installé dans la cure de la paroisse Notre-Dame (actuel Musée Vendéen). En 1824, l'hôtel de ville est installée dans l'ancienne justice de paix, l'hôtel de Grimouard,11 rue Pierre Brissot et ce,  jusqu'en 1895. Pendant cette période, la municipalité est à la recherche d'un bâtiment afin de remplacer l'ancienne justice de paix bien suranné, aux fonctions d'hôtel de ville.

En mai 1866, Arsène Charrier, architecte de la ville, présente un projet d'hôtel de ville pour la ville au salon annuel des Beaux-Arts et il y remporte une médaille d'or. Le projet d'acquisition des terrains et bâtiments en ruines est approuvé le 6 mars 1869. Les plans définitifs seront achevés par Arsène Charrier le 25 juin 1869. Ce nouvel édifice devait être construit à l'emplacement des constructions n°29 à 35 rue Georges Clemenceau et n°1 rue du Département mais pour une raison inconnue, le conseil municipal dans sa séance du 2 août 1870, rejette la réalisation de ce projet. Cela peut s'expliquer par les difficultés financières de la ville à cette époque ou la guerre franco-allemande de 1870, dans laquelle la France vient d'entrer.

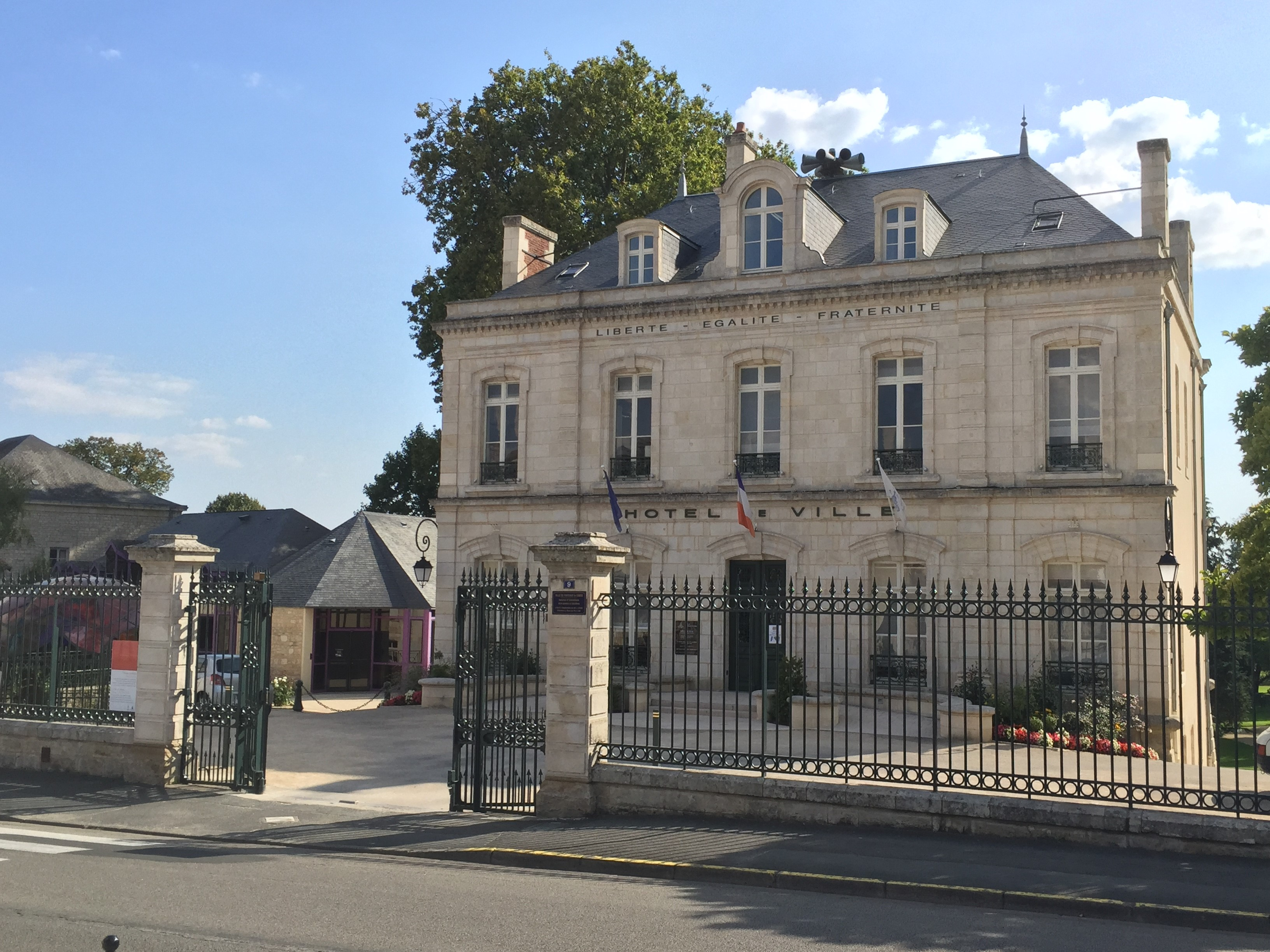
L'hôtel de ville.

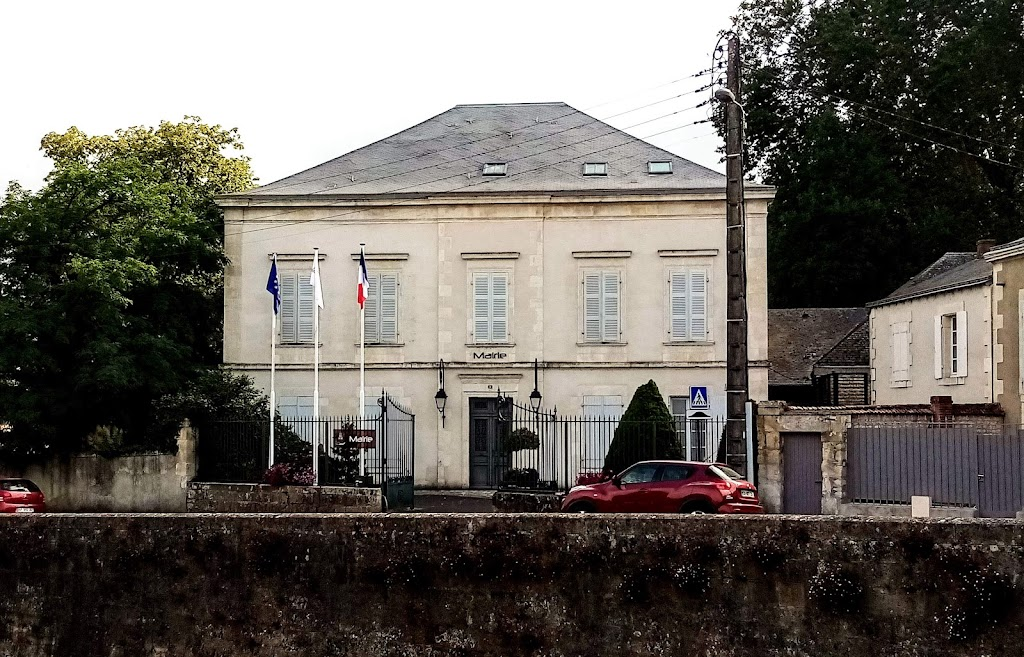
Maison Dupré-Carra, mairie de Fontenay-le-Comte depuis 1972.

Il fallut attendre le 10 décembre 1894, par arrêté préfectoral, que la ville de Fontenay-le-Comte devient de la propriété de Raymond Chabot de Péchebrun situé au 9 rue Georges Clemenceau et y installera son hôtel de ville. L'hôtel de ville est inauguré le 13 juillet 1895, sous la présence du préfet de la Vendée, du sous-préfet, du maire, ses adjoints, les membres du conseil municipal, un grand nombre de fonctionnaires et important public. Des personnalités françaises et étrangères seront reçus officiellement dans l'hôtel de ville, comme le président Charles de Gaulle, le 20 mai 1965, accueilli, par le maire André Forens, Pascual Lilio Oliver, maire de Crévillent, le 8 juillet 1968, à l'occasion du jumelage des deux villes, M. Chouraquis, maire-adjoint de Jérusalem de 1955 à 1973, cofondateur de l'amitié judéo-chrétienne, Edgar Faure, président de l'Assemblée Nationale, le 15 février 1977, Michel Debré, ancien premier ministre, député de la Réunion, avec les élus de l'île, Otto Eiselberg, ambassadeur d'Autriche en France, le 30 mai 1978, Mahmud Saad el Dine Epguindy, vice-ministre auprès du ministère de l'irrigation égyptienne, Jean-Loup Chrétien, astronaute, le 7 avril 1984 et Simonne Calary de Lamazière, la femme du maréchal Jean de Lattre de Tassigny, le 11 novembre 1984, à l'occasion de l'inauguration du boulevard portant le nom de ce dernier. 
Les bureaux devenant trop à l'étroit, le conseil municipal décide en sa séance du 27 octobre 1972, d'acquérir la propriété Dupré-Carra (construite en 1852), située au 4 quai Victor Hugo. En 1978, on décide la construction d'un nouvel hôtel de ville, afin de regrouper les différents services administratifs des deux collectivités. Le projet sera élaboré par M. Boissière, architecte des Bâtiments de France. L'immeuble sera construit à l'emplacement de l'ancien logement de fonction du chef jardinier, et les travaux débutèrent en octobre 1983 pour prendre fin en juin 1985.

## Liste des maires

### De 1808 à 1945
| Période      | Période         | Identité                                    | Étiquette                | Qualité |
| ------------ | --------------- | ------------------------------------------- | ------------------------ | --- |
| 1808         | 1815            | Pierre-Louis-Antoine Laval                  |                          | Conseiller général Député de la Vendée Chevalier de la Légion d'Honneur                                             |
| 1815         | 1819            | Paul-Charles Brisson                        |                          | Docteur en médecine                                                                                                 |
| 21 mars 1819 | 18 février 1821 | Jean-Mathias Cougnaud                       | Majorité ministérielle   | Notaire |
| 1821         | 1831            | Madeleine-Claude-Hyacinthe de Vassé-Tendron |                          | Ancien officier de cavalerie Député de la Vendée Chevalier de la Légion d'Honneur                                   |
| 1831         | 1832            | Joseph-Armand Brisson                       |                          | Délégué dans les fonctions au mois d'août 1830                                                                      |
| 1832         | 1839            | Daniel-Abraham Chabot                       |                          | Officier de cavalerie Chevalier de la Légion d'honneur                                                              |
| 1839         | 1848            | Gabriel Espierre                            |                          | Juge suppléant Conseiller général Chevalier de la Légion d'Honneur                                                  |
| 1848         | 1863            | Léon-Hygin Vinet                            |                          | Notaire Conseiller général Chevalier de la Légion d'honneur                                                         |
| 1863         | 1868            | René-Marie-Clément Valette                  |                          | Notaire honoraire Avocat                                                                                            |
| 1863         | 1870            | Octave de Rochebrune                        | Conservateur             | Aquafortiste Propriétaire Chevalier de la Légion d'Honneur                                                          |
| 1870         | 1871            | Sigisbert Gandriau                          |                          | Manufacturier Chevalier de la Légion d'Honneur                                                                      |
| 1871         | 1874            | Léonidas-Louis-Marie-Joseph Baron           |                          | Propriétaire Député de la Vendée                                                                                    |
| 1874 (réelu) | 1876            | Octave de Rochebrune                        | Conservateur             | Aquafortiste |
| 1879         | 1880            | Ernest Espierre                             | Républicain              | Propriétaire avoué                                                                                                  |
| 1876         | 1877            | Pierre-Auguste-Marcellin Mercier            |                          | Docteur en médecine Chevalier de la Légion d'Honneur                                                                |
| 1877         | 1878            | Octave de Rochebrune                        | Conservateur             | Aquafortiste |
| 1878         | 1879            | Pierre-Auguste-Marcellin Mercier            |                          | Docteur en médecine Chevalier de la Légion d'Honneur                                                                |
| 1879         | 1884            | Ernest Espierre                             |                          | Conseiller général                                                                                                  |
| 1884         | 1889            | Gaston Guillemet                            | Rad.                     | Propriétaire, directeur du Patriote de la Vendée Conseiller général du canton de Fontenay-le-Comte (1886 → 1910)    |
| 1889         | 1892            | Arsène Charrier                             |                          | Architecte |
| 1892         | 1896            | Auguste Rousse                              |                          | Officier d'académie                                                                                                 |
| 1896 (réelu) | 1900            | Arsène Charrier                             |                          | Architecte |
| 1900         | 1904            | Théophile Mousseau                          |                          | Avoué |
| 1904         | 1912            | Xavier Gandrieau                            | Républicain progressiste | Conseiller général du canton de Fontenay-le-Comte (1910 → 1919)                                                     |
| 1912         | 1919            | Pierre-Marcel Roy                           |                          | Épicier en gros |
| 1919         | 1924            | Isaac-Jules-Armand Bujard                   |                          | Minotier |
| 1924         | 1945            | Roger Guillemet                             | RG                       | Propriétaire Conseiller général du canton de Fontenay-le-Comte (1934 → 1940) Nommé conseiller départemental en 1943 |

### Depuis 1945
Depuis l'après-guerre, huit maires se sont succédé à la tête de la commune.
| Période                                  | Période          | Identité           | Étiquette                               | Qualité |
| ---------------------------------------- | ---------------- | ------------------ | --------------------------------------- | --- |
| mai 1945                                 | mars 1965        | Marceau Bretaud    | DVD                                     | Conseiller général du canton de Fontenay-le-Comte (1951 → 1964) Réélu en 1947, 1953 et 1959 |
| mars 1965                                | 1981 (démission) | André Forens       | UNR puis UDR puis RDS puis RPR puis UDF | Avocat Député de la 2e circonscription de la Vendée (1973 → 1981) Conseiller régional des Pays de la Loire (1973 → 1982) Conseiller général du canton de Fontenay-le-Comte (1964 → 1982) Réélu en 1971 et 1977                            |
| 1981                                     | mars 1989        | Francis Bloch      | RPR                                     | Médecin Conseiller régional des Pays de la Loire (1986 → 1992) Réélu en 1983 |
| mars 1989                                | juin 1995        | André Forens       | RPR                                     | Avocat Conseiller régional des Pays de la Loire (1992 → 1998) |
| juin 1995                                | mars 2008        | Jean-Claude Remaud | PS puis DVG puis PRG                    | Cadre paramédical hospitalier Conseiller général du canton de Fontenay-le-Comte (1988 → 2001) Président de la CC du Pays-de-Fontenay-le-Comte (2001 → 2008) Réélu en 2001                                                                 |
| mars 2008                                | mars 2014        | Hugues Fourage     | PS                                      | DRH de la Chambre de commerce et d'industrie de la Vendée Député de la 5e circonscription de la Vendée (2012 → 2017) Conseiller régional des Pays de la Loire (2010 → 2012) Président de la CC du Pays-de-Fontenay-le-Comte (2008 → 2014) |
| mars 2014                                | juin 2020        | Jean-Michel Lalère | UMP-LR                                  | Retraité de la fonction publique 5e vice-président du Pays-de-Fontenay-Vendée (2017 → 2020 ) |
| juin 2020                                | en cours         | Ludovic Hocbon     | DVD                                     | Horticulteur, Gérant d'entreprises Conseiller régional des Pays de la Loire (2021 → ) Président de la CC Pays-de-Fontenay-Vendée (2020 → )                                                                                                |
| Les données manquantes sont à compléter. |                  |                    |                                         | |

## Résultats des dernières élections municipales

### Élections municipales de 2020
| Tête de liste            | Tête de liste              | Liste          | Premier tour | Premier tour | Second tour | Second tour | Sièges | Sièges |
| Tête de liste            | Tête de liste              | Liste          | Voix         | %            | Voix        | %           | CM     | CC     |
| ------------------------ | -------------------------- | -------------- | ------------ | ------------ | ----------- | ----------- | ------ | ------ |
|                          | Hugues Fourage             | DVG            | 1 576        | 35,45        | 2 074       | 43,15       | 7      | 3      |
|                          | Dominique Verhaeghe-Grillo | LREM           | 737          | 16,58        | 611         | 12,71       | 2      | 1      |
|                          | Ludovic Hocbon             | DVD            | 1 707        | 38,40        | 2 121       | 44,13       | 24     | 13     |
|                          | Philippe Terroire          | DVG            | 425          | 9,56         | -           | -           |        |        |
|                          |                            |                |              |              |             |             |        |        |
| Inscrits                 | Inscrits                   | Inscrits       | 9 683        | 100,00       | 9 676       | 100,00      |        |        |
| Abstentions              | Abstentions                | Abstentions    | 5 117        | 52,85        | 4 746       | 49,05       |        |        |
| Votants                  | Votants                    | Votants        | 4 566        | 47,15        | 4 930       | 50,95       |        |        |
| Blancs et nuls           | Blancs et nuls             | Blancs et nuls | 121          | 2,65         | 124         | 2,52        |        |        |
| Exprimés                 | Exprimés                   | Exprimés       | 4 445        | 97,35        | 4 806       | 97,48       |        |        |
| * Liste du maire sortant |                            |                |              |              |             |             |        |        |

### Élections municipales de 2014
| Tête de liste            | Tête de liste      | Liste          | Premier tour | Premier tour | Second tour | Second tour | Sièges | Sièges |
| Tête de liste            | Tête de liste      | Liste          | Voix         | %            | Voix        | %           | CM     | CC     |
| ------------------------ | ------------------ | -------------- | ------------ | ------------ | ----------- | ----------- | ------ | ------ |
|                          | Hugues Fourage*    | PS             | 2 670        | 45,53        | 2 747       | 43,06       | 7      | 5      |
|                          | Jean-Michel Lalere | UMP-UDI        | 2 596        | 44,27        | 3 189       | 50,00       | 25     | 16     |
|                          | Josselin Le Claire | FG             | 597          | 10,18        | 442         | 6,93        | 1      |        |
|                          |                    |                |              |              |             |             |        |        |
| Inscrits                 | Inscrits           | Inscrits       | 9 431        | 100,00       | 9 426       | 100,00      |        |        |
| Abstentions              | Abstentions        | Abstentions    | 3 282        | 34,80        | 2 869       | 30,44       |        |        |
| Votants                  | Votants            | Votants        | 6 149        | 65,20        | 6 557       | 69,56       |        |        |
| Blancs et nuls           | Blancs et nuls     | Blancs et nuls | 286          | 4,65         | 179         | 2,73        |        |        |
| Exprimés                 | Exprimés           | Exprimés       | 5 863        | 95,35        | 6 378       | 97,27       |        |        |
| * Liste du maire sortant |                    |                |              |              |             |             |        |        |

### Élections municipales de 2008
| Tête de liste            | Tête de liste       | Liste          | Premier tour | Premier tour | Second tour | Second tour | Sièges | Sièges |
| Tête de liste            | Tête de liste       | Liste          | Voix         | %            | Voix        | %           | CM     |        |
| ------------------------ | ------------------- | -------------- | ------------ | ------------ | ----------- | ----------- | ------ | ------ |
|                          | Alain Coulas        | UMP-MPF        | 1 575        | 23,51        | 2 361       | 34,84       | 6      |        |
|                          | Hugues Fourage      | PS-LV          | 1 563        | 23,33        | 2 631       | 38,82       | 23     |        |
|                          | Béatrice Moinard    | DVD            | 1389         | 20,73        | 1287        | 18,99       | 3      |        |
|                          | Jean-Claude Remaud* | PRG            | 1319         | 19,69        |             |             |        |        |
|                          | Michel Muller       | DVG-SE         | 854          | 12,75        | 498         | 7,35        | 1      |        |
|                          |                     |                |              |              |             |             |        |        |
| Inscrits                 | Inscrits            | Inscrits       | 9 598        | 100,00       | 9 594       | 100,00      |        |        |
| Abstentions              | Abstentions         | Abstentions    | 2 698        | 28,11        | 2 642       | 27,54       |        |        |
| Votants                  | Votants             | Votants        | 6 900        | 71,89        | 6 952       | 72,46       |        |        |
| Blancs et nuls           | Blancs et nuls      | Blancs et nuls | 200          | 2,90         | 175         | 2,52        |        |        |
| Exprimés                 | Exprimés            | Exprimés       | 6 700        | 97,10        | 6 777       | 97,48       |        |        |
| * Liste du maire sortant |                     |                |              |              |             |             |        |        |

### Élections municipales de 2001
| Tête de liste            | Tête de liste       | Liste          | Premier tour | Premier tour | Second tour | Second tour | Sièges | Sièges |
| Tête de liste            | Tête de liste       | Liste          | Voix         | %            | Voix        | %           | CM     |        |
| ------------------------ | ------------------- | -------------- | ------------ | ------------ | ----------- | ----------- | ------ | ------ |
|                          | Jean-Claude Remaud* | DVG            | 2 132        | 36,59        | 2 625       | 42,40       | 24     |        |
|                          | Bernard Vignaux     | UDF-RPR-DL     | 2 119        | 36,37        | 2 412       | 38,96       | 6      |        |
|                          | Hugues Fourage      | PS-PRG-PCF     | 1 575        | 27,03        | 1 154       | 18,64       | 3      |        |
|                          |                     |                |              |              |             |             |        |        |
| Inscrits                 | Inscrits            | Inscrits       | 9 168        | 100,00       | 9 165       | 100,00      |        |        |
| Abstentions              | Abstentions         | Abstentions    | 2 698        | 28,11        | 2 642       | 27,54       |        |        |
| Votants                  | Votants             | Votants        | 6 130        | 66,86        | 6 353       | 69,32       |        |        |
| Blancs et nuls           | Blancs et nuls      | Blancs et nuls | 304          | 4,96         | 162         | 2,55        |        |        |
| Exprimés                 | Exprimés            | Exprimés       | 5 826        | 95,04        | 6 191       | 97,45       |        |        |
| * Liste du maire sortant |                     |                |              |              |             |             |        |        |

### Élections municipales de 1995
| Tête de liste | Tête de liste      | Liste                   | Premier tour | Premier tour | Sièges | Sièges |
| Tête de liste | Tête de liste      | Liste                   | Voix         | %            | CM     |        |
| ------------- | ------------------ | ----------------------- | ------------ | ------------ | ------ | ------ |
|               | Jean-Claude Remaud | PS (Union de la gauche) | -            | 57,87        | -      |        |
|               | Joël Sarlot        | UDF-RPR                 | -            | 42,13        | -      |        |